# Жуан де Соза Мендіш
Жуан де Соза Мендіш (порт. João de Souza Mendes; 23 червня 1892, Ангра-ду-Ероїшму — 10 липня 1969, Ріо-де-Жанейро) — бразильський шахіст, за професією лікар.

## Шахова кар'єра
Народився в Португалії. До Бразилії переїхав разом з родиною в 1910-х роках і невдовзі отримав бразильське громадянств. Рекордсмен за кількість стартів у чемпіонатах Бразилії, у яких брав участь 24 рази (в 1927—1967 роках), де загалом здобув 11 медалей: 7 золотих (1927, 1928, 1929, 1930, 1943, 1954, 1958), 3 срібні (1934, 1953, 1965), а також бронзову (1947). Двічі (Буенос-Айрес 1939, Гельсінкі 1952) захищав кольори національної збірної на шахових олімпіадах. Був також учасником неофіційної олімпіади в Мюнхені 1936 року.
Неодноразово брав участь у міжнародних змаганнях, серед успіхів можна відзначити: Мар-дель-Плата (1928, 3-й чемпіонат Південної Америки — 3-тє місце позаду Роберто Ґрау i Луїса Палау), Ріо-де-Жанейро (1952 — посів 7-ме місце), а також Атлантида (1960 — посів 2-ге місце позаду Ектора Россетто). Тричі брав участь у зональних турнірах (циклу чемпіонату світу), у 1951, 1954 а також 1966 роках, втім не досягнувши успіху.
За даними ретроспективної системи Chessmetrics, найвищий рейтинг мав у травні 1946 року, посідав тоді 102-ге місце у світі.